# Бартон, Иван
Иван Арсидес Бартон Сиснерос (исп. Iván Arcides Barton Cisneros; род. 27 января 1991, Санта-Ана) — сальвадорский футбольный судья. Рефери ФИФА с 2018 года.

## Карьера
На национальном уровне Бартон регулярно работает в высшей сальвадорской лиге. В сезоне 2020/21 годов он обслуживал финал турнира первого тура между Альянса и Агила (окончательный счет 3:0).
С 2018 года является судьёй ФИФА. Дебютировал в октябре 2018 года в товарищеском матче между Перу и США. В том же году судил чемпионат Северной и Центральной Америки среди юниоров до 20 лет, где, среди прочего, работал и на финале. На Золотом кубке 2019 года отработал три игры, в том числе один полуфинал. На Золотом кубке 2021 года он также входил в состав судейской бригады и судил игру в предварительном раунде. Регулярно привлекается в качестве главного судьи в клубных соревнованиях в Северной и Центральной Америке. В сезоне 2020/21 годов он обслуживал финал Лиги КОНКАКАФ, в котором коста-риканский «Алахуэленсе» выиграл у соотечественников «Депортиво Саприсса» со счетом 3:2. В сезоне 2021/22 он судил первый матч финала Лиги чемпионов КОНКАКАФ между мексиканским «УНАМ Пумас» и американским «Сиэтл Саундерс».
Свой первый серьёзный международный опыт Бартон приобрёл работая на чемпионате мира U-17 2019 в Бразилии, по итогам которого отсудил три матча, включая полуфинал. На Олимпийском футбольном турнире в Токио в 2021 году он был одним из 25 главных судей и отработал в общей сложности два матча, в одном из которых удалил с поля немецкого футболиста Максимилиана Арнольда.
В мае 2022 года ФИФА назначила его одним из 36 главных судей чемпионата мира по футболу 2022 года в Катаре. Отработал на двух матчах группового этапа и одном матче плей-офф. 
В мае 2024 года был отобран одним из главных судей для обслуживания матчей Кубка Америки по футболу, который состоится в июне-июле 2024 года на футбольных полях США. 

### Олимпийские игры 2020
| Стадия         | Дата         | Место    | Команда 1 | Команда 2 | Результат |
| -------------- | ------------ | -------- | --------- | --------- | --------- |
| Групповой этап | 22 июля 2021 | Иокогама | Бразилия  | Германия  | 4:2 (3:0) |
| Групповой этап | 28 июля 2021 | Иокогама | Франция   | Япония    | 0:4 (0:2) |

### Чемпионат мира 2022 года
| Стадия         | Дата           | Место                          | Команда 1 | Команда 2 | Результат | Предупреждён | Red card | Пенальти       |
| -------------- | -------------- | ------------------------------ | --------- | --------- | --------- | ------------ | -------- | -------------- |
| Групповой этап | 23 ноября 2022 | Национальный стадион, г.Лусаил | Германия  | Япония    | 1:2 (1:0) | 0 - 0        | 0 - 0    | 33′ (пен.) - 0 |
| Групповой этап | 28 ноября 2022 | Стадион 974, г.Доха            | Бразилия  | Швейцария | 1:0 (0:0) | 1 - 1        | 0 - 0    | 0 - 0          |
| 1/8 финала     | 4 декабря 2022 | Эль-Байт, г.Эль-Хаур           | Англия    | Сенегал   | 3:0 (2:0) | 0 - 1        | 0 - 0    | 0 - 0          |

## Личная жизнь
Бартон изучал химию в Университете Сальвадора и после окончания обучения работал ассистентом химической лаборатории в Сан-Сальвадоре.